# Fait d'hiver
Pour l’article ayant un titre homophone, voir Fait divers.
Pour plus de détails, voir Fiche technique et Distribution.
Fait d'hiver est un film franco-belgo-italien réalisé par Robert Enrico, sorti en 1999.
Le film est inspiré d'un événement réel qui a eu lieu à Cestas en 1969.

## Synopsis
Durant l'hiver 1970, Louis Riquier, un père de famille divorcé refuse de rendre ses enfants à sa mère. Les médias et la haute autorité s'emparent vite de l'affaire, devenue nationale..

## Fiche technique
- Titre : Fait d'hiver
- Réalisation : Robert Enrico
- Scénario : Robert Enrico et Jean-Claude Grumberg
- Photographie : Pierre-William Glenn
- Montage : Patricia Nény
- Musique : Jean-Yves D'Angelo
- Production : Bernard Berge, François Cohen-Séat, Jean-Pierre Fabre-Bernadac, Gilbert Hus et Christophe Louis
- Pays de production :  France,  Belgique,  Italie
- Format : couleurs - 35 mm - 1,85:1 - Dolby Digital
- Genre : drame
- Durée : 105 minutes
- Date de sortie : 28 avril 1999

## Distribution
- Charles Berling : Louis Riquier
- Claude Brasseur : Docteur Vogein
- Jean-François Stévenin : Commandant Ducroix
- Michel Duchaussoy : Le procureur
- Beatrice Palme : Luciana, la mère
- Jacques Penot : Le reporter-photographe
- Philippe Lelièvre : Le journaliste Dêpéche
- Léa Drucker
- Cyrille Josselyn
- Thierry Obadia
- Estelle Vincent
- Les enfants :
  - Romaric Perche : Henri
  - Jessica Lecucq :
  - Camille Du Fresne :